# Mauril Bélanger
Mauril A. Bélanger (Mattawa (Ontário), 15 de junho de 1955 – Ottawa, 16 de agosto de 2016) foi um membro da Câmara dos Comuns Canadense que representou Ottawa-Vanier na vitória da pré-eleição em 1995 até sua morte em 2016. Um membro do Partido Liberal do Canadá, Bélanger servido no gabinete durante a liderança de Paul Martin como ministro responsável pelas línguas oficiais, Ministro Adjunto da Defesa Nacional, o ministro responsável pela Reforma Democrática, e Ministro do Comércio Interno. Bélanger foi considerado uma vanguarda no cargo de Presidente da Câmara dos Comuns depois da sua oitava vitória eleitoral durante as eleições federais em 2015, mas retirou-se depois de ter sido diagnosticado com esclerose lateral amiotrófica ou doença de Lou Gehrig, o que causou sua morte, em 16 de agosto de 2016.